# Seekannen
Die Seekannen (Nymphoides) sind eine Pflanzengattung innerhalb der Familie der Fieberkleegewächse (Menyanthaceae). Die über 40 Arten sind im Süßwasser von den gemäßigten bis tropischen Gebieten der Welt verbreitet.

## Beschreibung

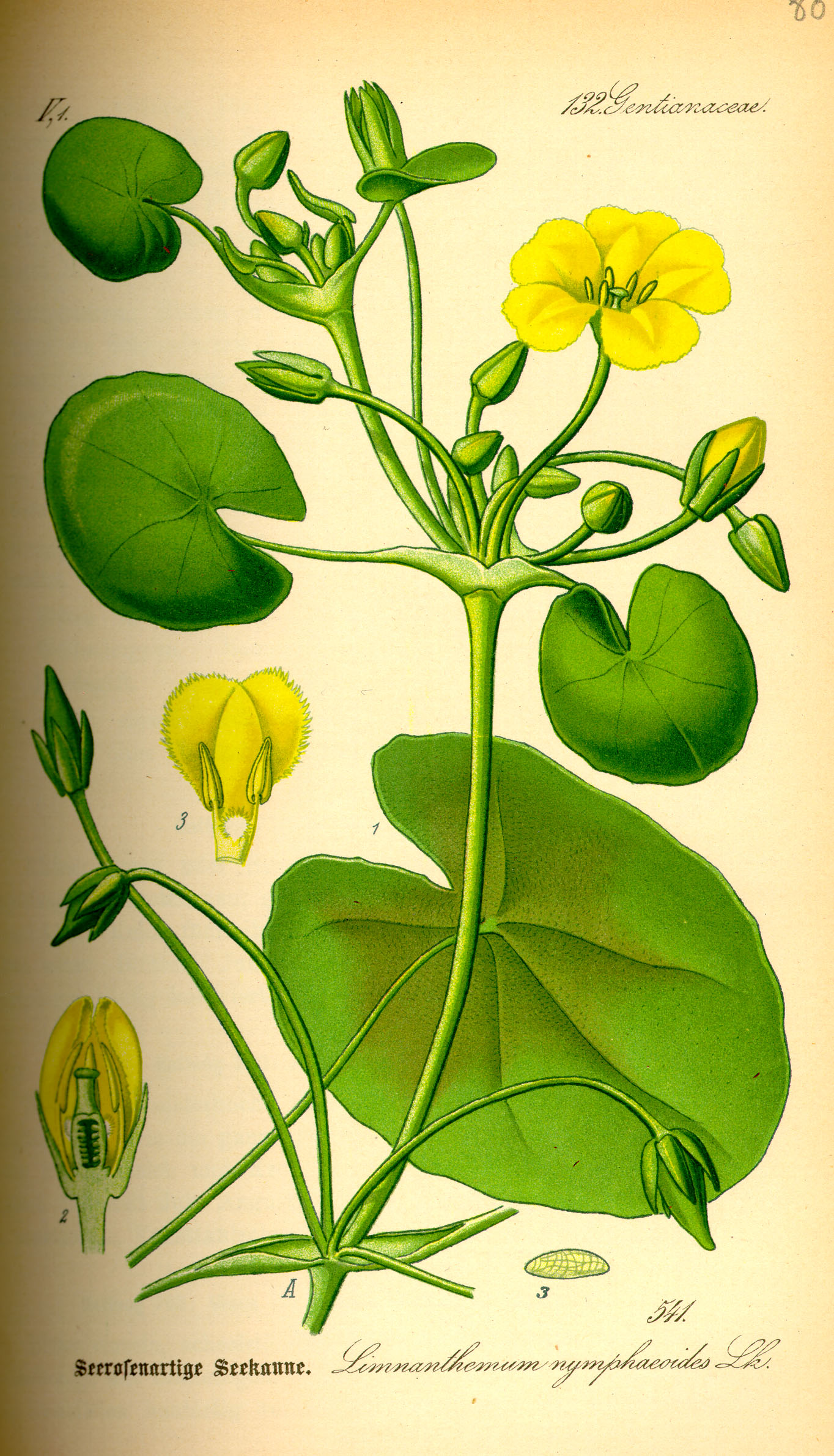
Europäische Seekanne (Nymphoides peltata), Illustration

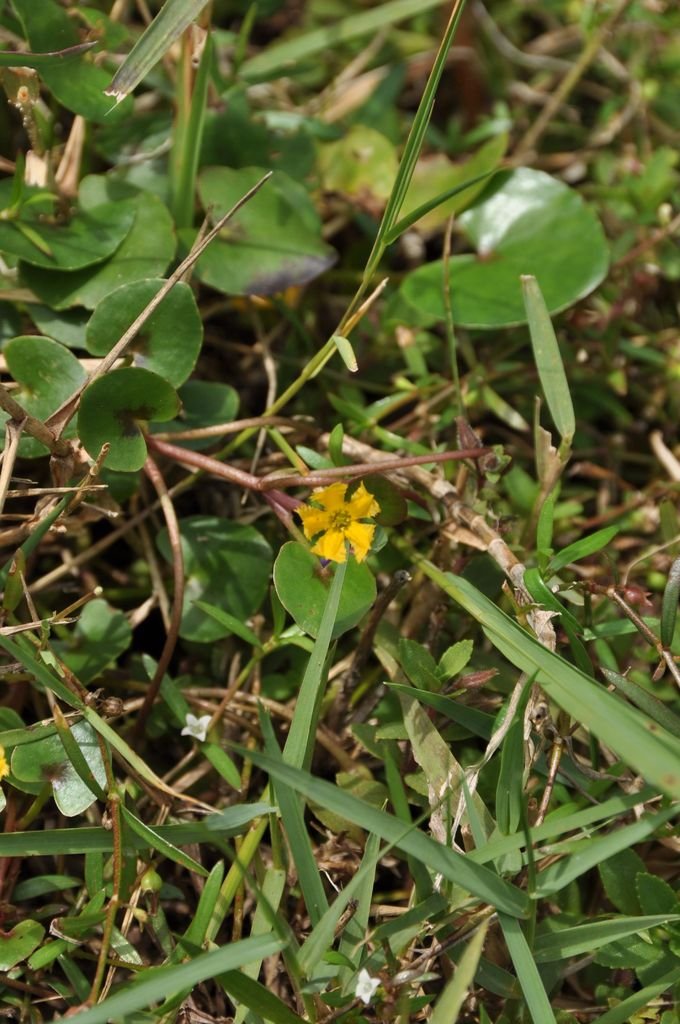
Nymphoides aurantiaca

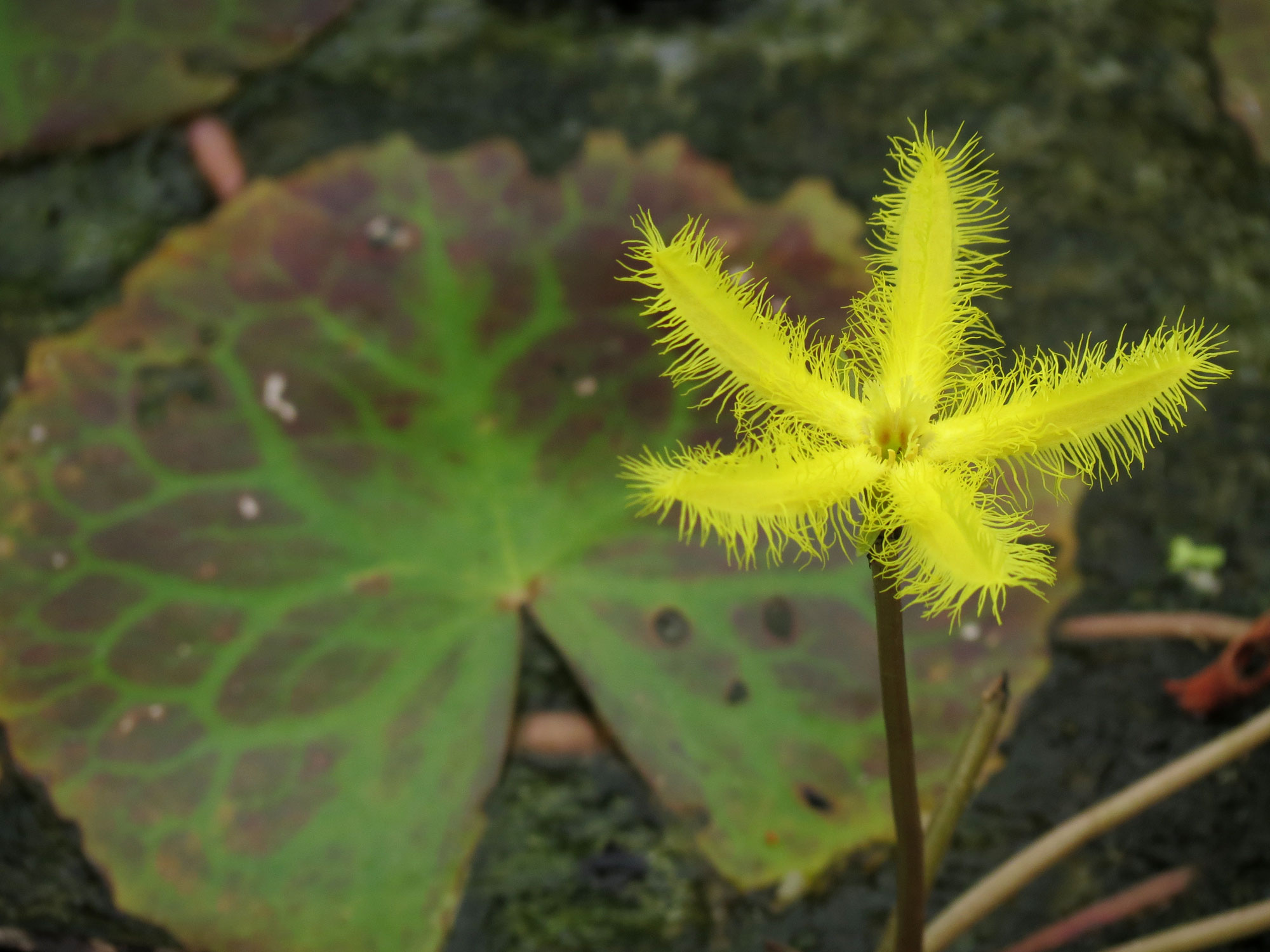
Nymphoides crenata

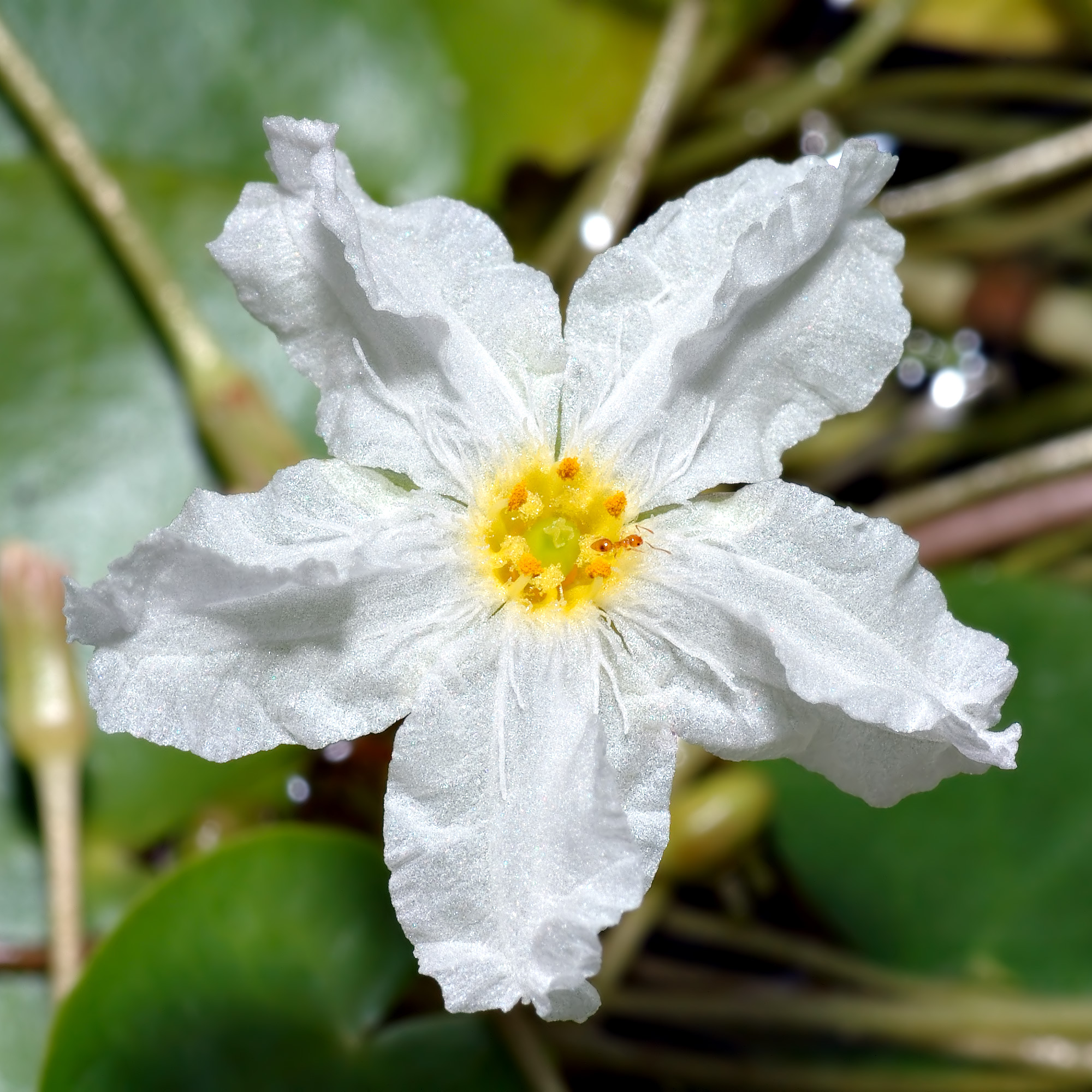
Blüte von Ezannos Seekanne (Nymphoides ezannoi)

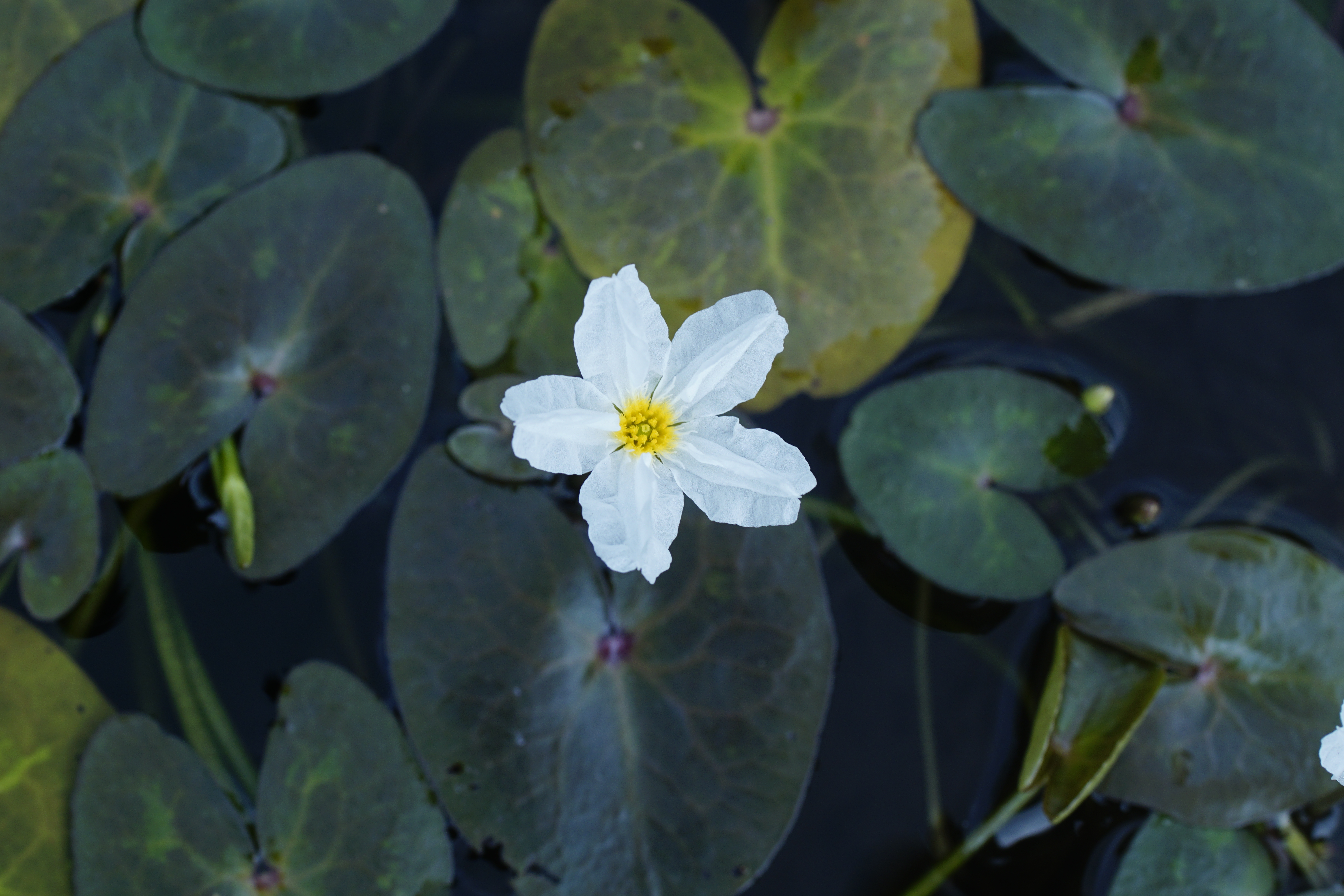
Nymphoides hydrophylla

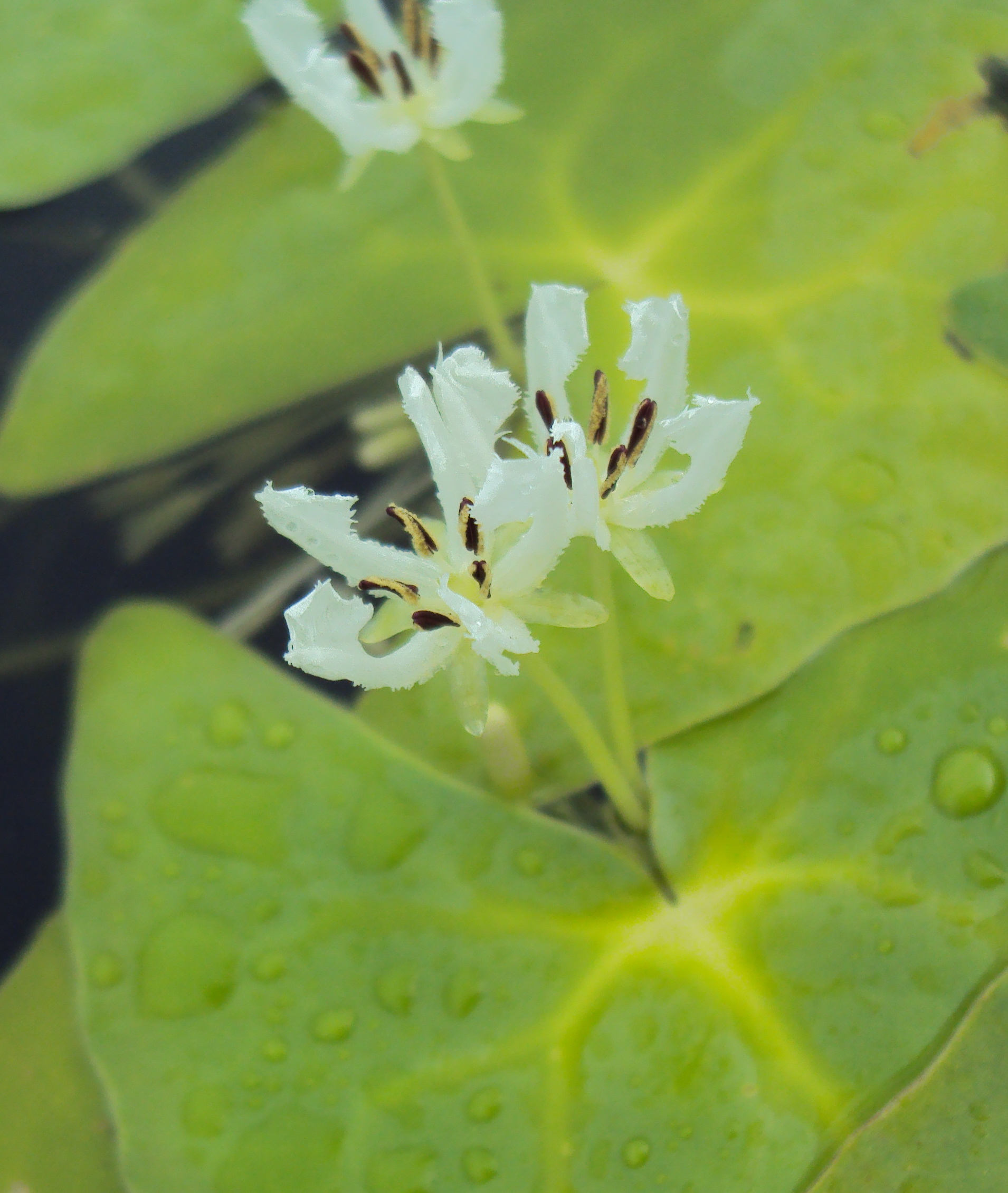
Nymphoides krishnakesara

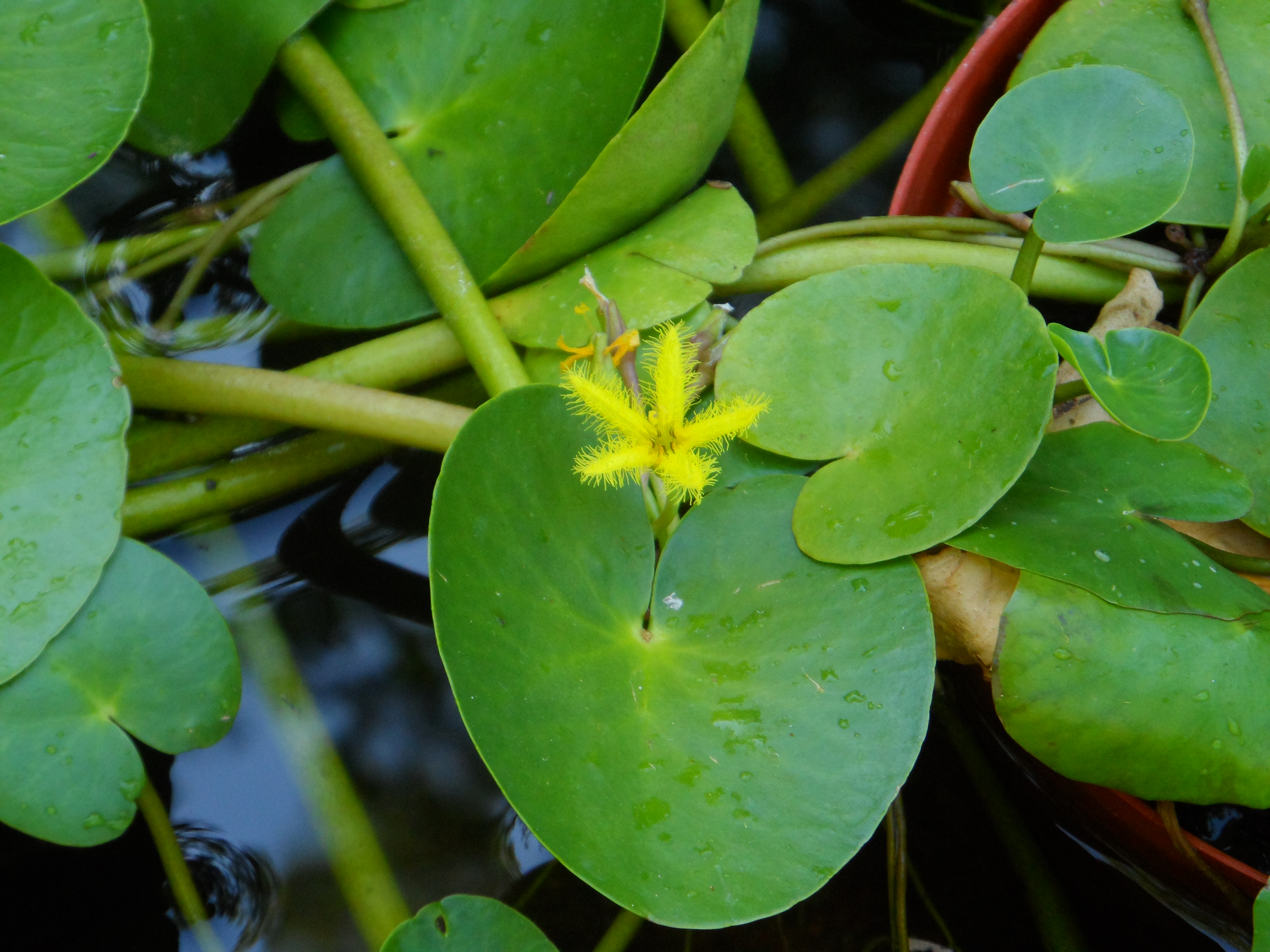
Nymphoides thunbergiana

### Vegetative Merkmale
Nymphoides-Arten sind meist ausdauernde, selten einjährige krautige Pflanzen. Es sind meist Schwimmblattpflanzen, die teppichartig Seen und Teiche bedecken. Sie bilden meist kurze Rhizome mit vielen stängelartigen Ausläufern (Stolonen). Die Stängel fluten im Wasser und bilden manchmal wurzellose Knoten (Nodien). Die wechselständigen, manchmal fast gegenständigen Laubblätter sind gestielt und einfach mit glattem Blattrand. Sie besitzen im Jugendstadium Unterwasserblätter und als ausgewachsenen Pflanzen Schwimmblätter.

### Generative Merkmale
Die Blüten stehen in Gruppen an den Nodien über der Wasseroberfläche. Die zwittrigen Blüten sind radiärsymmetrisch und selten vier-, meist fünfzählig. Sie sind meist heterostyl. Die meist fünf Kelchblätter sind nur an ihrer Basis verwachsen. Die meist fünf Kronblätter sind meist nur an ihrer Basis verwachsen und besitzen einen gefransten Rand. Es ist nur ein Kreis mit fünf freien, fertilen Staubblättern vorhanden. Der Fruchtknoten ist oberständig. Der Griffel endet in einer zwei- bis dreilappigen Narbe.
Die Kapselfrüchte enthalten viele Samen.

## Systematik und Verbreitung
Die Gattung Nymphoides wurde durch Jean François Séguier aufgestellt. Für Nymphoides Ség. gibt es die Synonyme: Limnanthemum S.G.Gmel., Schweyckerta C.C.Gmel.
Die Gattung hat eine weite Verbreitung von den gemäßigten bis zu den tropischen Zonen auf der Nord- und Südhalbkugel. Es gibt über 40, zum Teil als Aquarienpflanzen kultivierbare, Nymphoides-Arten:
- Nymphoides aquatica (J.F.Gmel.) Kuntze: Nordamerika.[2]
- Nymphoides aurantiaca (Dalzell) Kuntze (Syn.: Nymphoides hydrocharoides (F.Muell.) Kuntze): Asien und Australien.[2]
- Nymphoides beaglensis Aston: Sie kommt in Western Australia vor.[2]
- Nymphoides bosseri A.Raynal: Sie kommt in Madagaskar vor.[2]
- Nymphoides brevipedicellata (Vatke) A.Raynal: Tropisches und südliches Afrika.[2]
- Nymphoides cordata (Elliott) Fernald: Östliches Nordamerika.[2]
- Nymphoides coreana (Léveillé) Hara: Östliches Asien.[2]
- Nymphoides crenata (F.Muell.) Kuntze: Australien.[2]
- Nymphoides cristata (Roxb.) Kuntze: Asien: China, Vietnam, Taiwan und östliches Indien.[2]
- Nymphoides disperma Aston: Sie kommt in Western Australia vor.[2]
- Nymphoides elegans A.Raynal (Syn.: Nymphoides moratiana A.Raynal): Sie kommt in Madagaskar vor.[2]
- Nymphoides elliptica Aston: Sie kommt in Queensland vor.[2]
- Nymphoides exiliflora (F.Muell.) Kuntze: Australien.[2]
- Ezannos Seekanne (Nymphoides ezannoi Berhaut): Sie kommt in Mali, Senegal, Tschad und Sudan vor.[2]
- Nymphoides fallax Ornduff: Sie kommt in Mexiko und Guatemala vor.[2]
- Nymphoides flaccida L.Sm.: Sie kommt in Kolumbien vor.[2]
- Nymphoides forbesiana (Griseb.) Kuntze: Afrika.[2]
- Nymphoides furculifolia Specht: Nördliches Australien.[2]
- Nymphoides geminata (R.Br.) Kuntze: Australien und Papua-Neuguinea.[2]
- Nymphoides grayana (Griseb.) Kuntze: Sie kommt auf Kuba und auf den Bahamas vor.[2]
- Nymphoides guineensis A.Raynal: Afrika.
- Nymphoides hastata (Dop) Kerr: Sie kommt in Thailand un Laos vor.[2]
- Nymphoides herzogii A.Galàn-Mera & G.Navarro: Sie kommt in Bolivien vor.[2]
- Nymphoides humilis A.Raynal: Sie kommt in Mali und in Kamerun vor.[2]
- Nymphoides hydrophylla (Lour.) Kuntze: Sie kommt in Indien, Sri Lanka, Thailand, Laos, Vietnam und China vor.[2]
- Nymphoides indica (L.) Kuntze (Syn.: Nymphoides humboldtiana (Kunth) Kuntze): Sie kommt in Asien, Afrika, Australien, Mexiko, Mittel- und Südamerika vor.[2]
- Nymphoides krishnakesara K.T.Joseph & Sivar.: Sie kommt im indischen Bundesstaat Kerala vor.[2]
- Nymphoides lungtanensis S.P.Li, T.H.Hsieh & C.C.Lin: Sie kommt in Taiwan vor.[2]
- Nymphoides macrosperma Vasudevan: Sie kommt im indischen Bundesstaat Kerala vor.[2]
- Nymphoides microphylla (A.St.-Hil.) Kuntze: Zentral- und Südamerika.
- Nymphoides milnei A.Raynal: Sie kommt in Sambia vor.[2]
- Nymphoides montana Aston: Australien.[2]
- Nymphoides parvifolia (Wall.) Kuntze: Sie kommt in Indien, Sri Lanka, Malaysia, Thailand, Laos, Myanmar und in Australien vor.[2]
- Europäische Seekanne (Nymphoides peltata (S.G.Gmel.) Kuntze): Eurasien.
- Nymphoides planosperma Aston: Nördliches Australien.[2]
- Nymphoides quadriloba Aston: Australien.[2]
- Nymphoides rautanenii (N.E.Br.) A.Raynal: Südliches und tropisches Afrika.[2]
- Nymphoides siamensis (Ostenf.) Kerr: Asien.
- Nymphoides simulans Aston: Sie kommt nur in Queensland vor.[2]
- Nymphoides sivarajanii K.T.Joseph: Sie kommt im indischen Bundesstaat Kerala vor.[2]
- Nymphoides spinulosperma Aston: Australien.[2]
- Nymphoides spongiosa Aston: Nördliches Australien.[2]
- Nymphoides stygia (J.M.Black) H.Eichler: Australien.
- Nymphoides subacuta Aston: Nördliches Australien.[2]
- Nymphoides tenuissima A.Raynal: Sie kommt in Sambia und in der Demokratischen Republik Kongo vor.[2]
- Nymphoides thunbergiana (Griseb.) Kuntze: Sie kommt im südlichen Afrika, im südlichen tropischen Afrika und in Madagaskar vor.[2]
- Nymphoides tonkinensis (Dop) P.H.Ho: Sie kommt nur in Vietnam vor.[2]
- Nymphoides triangularis Aston: Sie kommt in Queensland vor.[2]
- Nymphoides verrucosa (R.E.Fries) A.Galàn-Mera & G.Navarro: Sie kommt in Bolivien und in Paraguay vor.[2]

Nicht mehr zu dieser Gattung wird gerechnet:
- Nymphoides exigua (F.Muell.) Kuntze => Liparophyllum exiguum (F. Muell.) Tippery & Les[2]

## Bilder

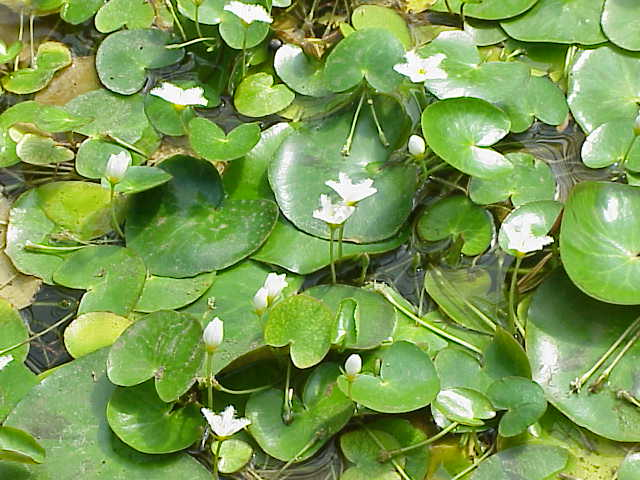
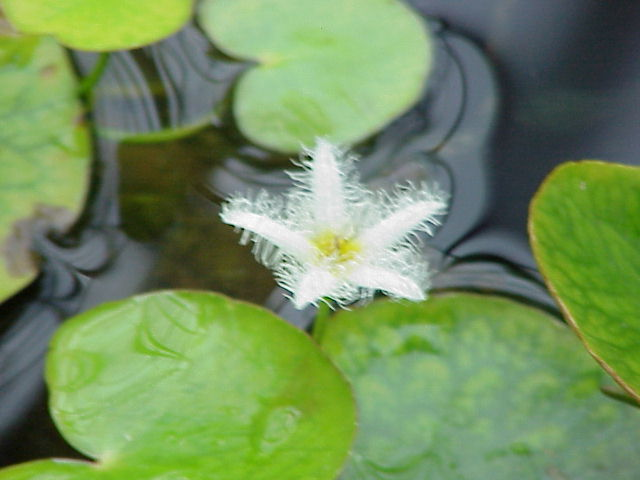
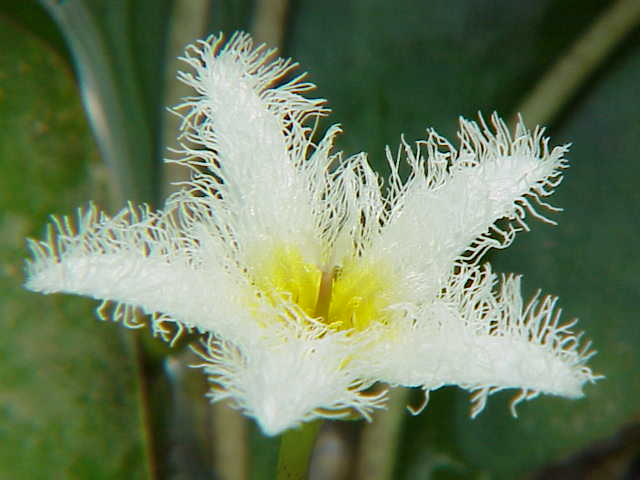

Nymphoides indica: